# Samsung Galaxy A14
Samsung Galaxy A14 este un smartphone Android proiectat și fabricat de Samsung Electronics. Modelul 5G a fost anunțat pe 4 ianuarie 2023, iar modelul 4G LTE a fost anunțat pe 28 februarie 2023. Telefoanele au o configurație triplă a camerei din spate cu o cameră principală de 50 MP, un ecran PLS LCD de 6,6 in, cu modelul 5G care rulează la 90 Hz și o baterie Li-Po de 5000 mAh. Telefoanele sunt livrate cu One UI Core 5 peste Android 13. Dispozitivul face parte din  seria Samsung A.

## Specificații

### Hardware
Modelul LTE poate fi echipat cu un procesor Samsung Exynos⁠(d) 850 (8 nm) (4x2.0 GHz Cortex-A55 & 4x2.0 GHz Cortex-A55) sau cu un MediaTek⁠(d) MT6769 Helio G80 (12 nm) (2x2.0 GHz Cortex-A75 & 6x1.8 GHz Cortex-A55), ambele fiind asociate cu o placă grafică Mali-G52 MC2.
Modelul 5G SM-A146B vine cu un procesor Exynos⁠(d) 1330 (5 nm) care include un procesor octa-core (2x2.4 GHz Cortex-A78 & 6x2.0 GHz Cortex-A55) și o placă grafică Mali-G68 MP2. Reprezintă o îmbunătățire semnificativă a performanței față de telefonul de anul trecut.
Modelul 5G SM-A146P vine cu un procesor MediaTek⁠(d) MT6833 Dimensity 700 (7 nm) ce include un procesor octa-core (2x2.2 GHz Cortex-A76 & 6x2.0 GHz Cortex-A55) și o placă grafică Mali-G57 MC2. Acest procesor este identic cu cel din telefonul de anul trecut.

### Stocare
Ambele modele sunt disponibile în configurații de stocare de 64 GB / 4 GB RAM, 128 GB / 4 GB RAM și 128 GB / 6 GB RAM. Modelul 5G are disponibilă și o configurație de 128 GB / 8 GB RAM.
Ambele telefoane oferă stocare extensibilă. Modelele LTE și 5G internaționale folosesc un slot dedicat pentru card microSDXC, pe când modelul 5G pentru SUA folosește un slot microSDXC partajat cu slotul pentru cartela SIM.

### Camere
Ambele modele dispun de o configurație triplă a camerei din spate, deși folosesc senzori diferiți. Ambele telefoane includ camera principală de 50 MP f/1.8 (unghi larg) cu focalizare automată cu detecție de fază (PDAF) și o cameră macro de 2 MP f/2.4. Modelul 4G are o cameră ultra-wide de 5 MP f/2.2.
Modelul 5G are în plus un senzor de adâncime de 2 MP f/2.4. Ambele camere pot înregistra video 1080p la 30 fps și utilizează tehnologia HDR.
Ambele telefoane folosesc aceeași cameră frontală de 13 MP f/2.0 capabilă de a înregistra video 1080p la 30 fps.

### Baterie
Ambele telefoane vin cu aceeași baterie Li-Po de 5000 mAh nedetașabilă, care acceptă încărcare rapidă de 15 W (USB-C cu fir).

### Display
Ambele modele sunt livrate cu un ecran PLS LCD FHD de 6,6 in (1080 x 2408).
Ecranul modelului 5G are o rată de reîmprospătare de 90 Hz, deși nu este posibilă selectarea unei rate de refresh implicite a ecranului. În prezent, cele două opțiuni sunt: Adaptivă (comută dinamic între 60hz și 90hz) și Standard (numai 60hz).

### Caracteristici
Ambele telefoane vin cu un jack pentru căști de 3,5 mm, NFC, Bluetooth 5.1, scanner de amprente montat lateral, GPS, accelerometru, senzor de proximitate și busolă.
Modelul 5G are în plus un senzor giroscopic Bluetooth 5.2, barometru (numai pentru SUA), radio FM (numai Exynos 1330) și 5G.
Niciunul dintre telefoane nu are un rating IP.

### Design
Din punct de vedere al designului, telefonul preia foarte mult de la modelul de anul trecut, păstrând același ecran și o configurație foarte similară a camerelor. Ambele telefoane au o parte frontală din sticlă, o parte din spate din plastic și o ramă din plastic.

#### Culori
Modelul 4G este disponibil pe culorile negru, roșu închis, argintiu și verde.
Modelul 5G vine în culorile negru, verde deschis, roșu închis și argintiu.

#### Dimensiuni
Ambele telefoane au aceleași dimensiuni: 167,7 mm x 78 mm x 9,1 mm (6,60 in x 3,07 in x 0,36 in).
Modelul 4G are o greutate de 201 g, în timp ce modelul 5G cântărește 202 g.